# Fiestas Vascas de Ordizia
La Feria Extraordinaria de Fiestas Vascas de Ordizia, comúnmente conocida como Euskal Jaiak o Fiestas Vascas de Ordizia, son unas fiestas populares que se celebran en el mes de septiembre en la localidad guipuzcoana de Villafranca de Ordizia. Estas fiestas tienen su origen en la Feria Extraordinaria, un mercado de productos agrícolas y ganaderos cuya celebración se remonta al año 1614.
Uno de los eventos más destacados que se celebran durante estas fiestas es el Concurso de Queso Idiazábal de Ordizia, tras el cual se subasta con fines benéficos la mitad del queso ganador, alcanzando pujas que pueden llegar a superar los 10.000 euros debido a la repercusión que obtiene el ganador de la subasta.

## Origen e historia

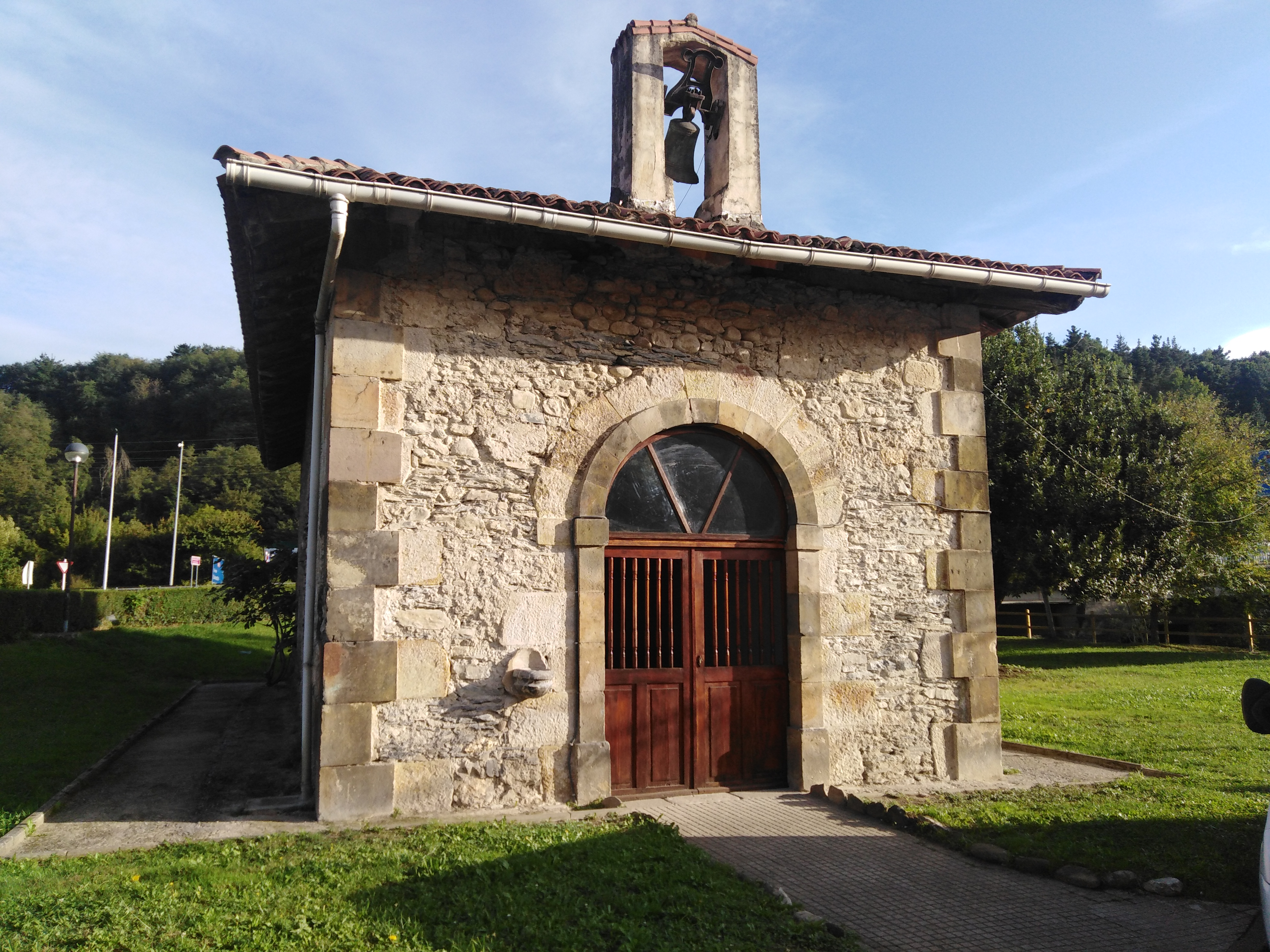
Ermita de San Bartolomé

Antes de la fundación de Villafranca por Alfonso X el Sabio de Castilla en el año 1256, ya se celebraban ferias en los alrededores de la ermita de San Bartolomé. Estos encuentros se consolidan y reglamentan tras recibir la villa su Carta Puebla y el Fuero de Vitoria en 1268.
Tras el incendio sufrido en marzo de 1512, en mayo de ese mismo año la reina Juana I de Castilla concede a Villafranca la facultad de organizar todos los miércoles un mercado franco (exento de impuestos) para ayudar a la reconstrucción de la villa.
Un siglo  más tarde, en 1614, Villafranca obtiene la autorización de Felipe III para celebrar una Feria Extraordinaria todos los años en el día de San Bartolomé, que posteriormente se traslada al miércoles más cercano al 8 de septiembre, y que es el origen de la actual Feria Extraordinaria de Fiestas Vascas.

## Las fiestas en la actualidad
En la actualidad, estas fiestas son un evento que gira en torno a un mercado agrícola y ganadero de productores locales y a numerosos actos relacionados con la cultura y los deportes tradicionales vascos.
También se celebran diversas exposiciones y concursos, el más conocido de los cuales es el Concurso de Queso Idiazábal de Villafranca de Ordicia. Tras el concurso se celebra la subasta de la mitad del queso ganador, que alcanza pujas que pueden llegar a superar los 10.000 euros. Estas cantidades tan elevadas se deben no tanto al valor del queso en sí mismo, sino sobre todo a la repercusión que obtiene el comprador en medios tanto locales como nacionales. El importe obtenido en la subasta va destinada a fines benéficos.
Este mercado está considerado como una de las principales muestras de la oferta agrícola de la región, con una oferta extensa y atractiva de productos agroalimentarios locales y de temporada, y con la esencia de un mercado tradicional donde se mantiene el contacto directo con el productor local.